# بلاي ستيشن 5
بلاي ستيشن 5 (بالإنجليزية: PlayStation 5، أو PS5 باختصار‎؛ باليابانية: プレイステーション5) هي منصة ألعاب فيديو من تطوير شركة سوني إنتراكتيف إنترتينمنت. أُعلنت كخليفة للبلاي ستيشن 4 في 8 أكتوبر 2019، صدر الجهاز في 12 نوفمبر 2020 في أمريكا الشمالية وأوقيانوسيا واليابان وكوريا الجنوبية، وفي 19 نوفمبر 2020 لبقية المناطق الأخرى في العالم، من بينها الشرق الأوسط، ولكن باستثناء الصين. وهو خامس نظام ألعاب فيديو تنتجه شركة سوني بعد أنظمة بلاي ستيشن 4 وبلاي ستيشن 3 وبلاي ستيشن 2 وبلاي ستيشن 1، وينافس البلاي ستيشن 5 جهاز إكس بوكس سيريس إكس وسيريس إس التابع لشركة مايكروسوفت. وتم إطلاق النظام الأساسي في نوعين، الأول –القياسي– يشمل محرك أقراص ضوئي متوافق مع Ultra HD Blu–ray لدعم ألعاب البيع بالتجزئة، والآخر رقمي ومنخفض التكلفة حيث يفتقر إلى محرك الأقراص مع احتفاظه بدعم التنزيل الرقمي من متجر بلاي ستيشن.
يتميز بلاي ستيشن 5 بمحرك أقراص مزود بذاكرة مصنوعة من مكونات صلبة مصمم خصيصًا لدفق البيانات عالي السرعة لتمكين إجراء تحسينات كبيرة في الأداء الرسومي. يتميز الجهاز أيضًا بوحدة معالجة رسومات AMD مخصصة قادرة على تتبع الأشعة، ودعم شاشات بدقة 4K وإطارات عالية، وأجهزة صوتية جديدة للتأثيرات الصوتية ثلاثية الأبعاد في الوقت الفعلي، والتوافق مع الإصدارات السابقة مع معظم ألعاب بلاي ستيشن 4 وبلاي ستيشن في آر.

## تاريخ
جاء الخبر الأول عن بلاي ستيشن 5 من المهندس المعماري الرئيسي، مارك سيرني، في مقابلة مع مجلة وايرد في أبريل 2019. تعتزم سوني أن يكون بلاي ستيشن 5 هو جهاز الجيل القادم وأن يتم إصداره في جميع أنحاء العالم بحلول نهاية عام 2020. في أوائل عام 2019، أكد تقرير سوني المالي للربع المنتهي في 31 مارس 2019 أن أجهزة الجيل القادم الجديدة قيد التطوير ولكنها لن تصدره في وقت أبكر من أبريل 2020. تم الإعلان عن المواصفات الحالية في أكتوبر 2019. تم الكشف عن المواصفات الكاملة في بث مباشر عبر الإنترنت قدمه سيرني ونشرته شركة ديجيتال فاوندري وسوني في 18 مارس 2020.
تم التخطيط لعرض مكتبة ألعاب كبيرة لبلاي ستيشن 5 في 4 يونيو 2020، ولكن تم تأجيلها حتى 11 يونيو بسبب أحداث احتجاجات جورج فلويد.

## عتاد

### مواصفات الجهاز
أعلنت سوني يوم الأربعاء الموافق 17/03/2020 عن المواصفات الرسمية التي سيحملها الجيل الجديد
المعالج: ثماني النواة من نوع Zen 2 وبسرعة 3.5 جيجا هرتز (تردد متغير).
معالج رسوميات (غرافيك): 10.28 من نوع CUs 36،TFLOPs بسرعة 2.23 جيجا هيرتز (تردد متغير).
هندسة معالج الرسوميات: Custom RDNA 2.
الذاكرة عشوائية: 16 جيجابايت من نوع GDDR6/256–bit.
ذاكرة النطاق: 448 جيجابايت/بالثانية.
سعة التخزين الداخلي: 825 غيغا بايت مخصصة من نوع SSD.
الإنتاجية: 5.5 غيغا بايت في الثانية (Typical) 8–9 GB/s (Compressed).
التخزين القابل للتوسعة: NVMe SSD Slot.
التخزين الخارجي: USB HDD Support.
محرك الأقراص الضوئية: 4K UHD Blu–ray Drive.

## برمجيات

### برنامج النظام
يحتوي بلاي ستيشن 5 على واجهة مستخدم جديدة بالكامل. في معرض CES 2020، كشفت سوني النقاب عن الشعار الرسمي للمنصة، والذي يتبع التصميم البسيط المماثل لوحدات تحكم بلاي ستيشن والعلامة التجارية السابقة.

### الألعاب
للانتقال من بلاي ستيشن 4 إلى بلاي ستيشن 5، تتوقع سوني إطلاق العديد من الألعاب الجديدة في المراحل الأولى من إصدار الجهاز للحصول على ألعاب بلاي ستيشن 4 وبلاي ستيشن 5، على غرار الجهاز السابق. في جوائز اللعبة 2019، أصبحت Godfall التابعة لشركة Counterplay Games أول لعبة يتم الإعلان عنها للبلاي ستيشن 5، ومن المتوقع أن يتم إصداره عند إطلاق بلاي ستيشن 5. ألعاب بلاي ستيشن 5 المؤكدة هي The Lord of the Rings: Gollum، وواتش دوغز: ليجن وآلهه ووحوش وRainbow Six Quarantine وOutriders ووارفريم ولعبة لم يُعلن عن اسمها بعد من بلوبوينت غيمز.
من المخطط أن يكون جهاز بلاي ستيشن 5 متوافقًا مع غالبية الإصدارات السابقة لألعاب بلاي ستيشن 4 وبلاي ستيشن 4 برو، والتي تم تمكينها جزئيًا من خلال بنية الأجهزة المماثلة للنظامين. ذكر سيرني خلال عرضه التقديمي في مارس 2020 أن أفضل 100 لعبة بلاي ستيشن 4 من ناحية وقت اللقب ستكون جميعها تقريبًا قابلة للعب على بلاي ستيشن 5 عند الجهاز. ذكرت شركة سوني أنها «تعتقد أن الأغلبية الساحقة من ألعاب بلاي سيتشن 4 (4000+) سيمكن اللعب بها على بلاي ستيشن 5»، وأنهم كانوا «يقيمون الألعاب على أساس كل لعبة على حدة لتحديد أي مشكلات تحتاج إلى تعديل من مطوري الألعاب الأصليين».
من المتوقع أيضًا أن يكون الجهاز الجديد متوافق مع ألعاب بلاي ستيشن في آر. صرحت شركة سوني بأن فريق التطوير يعمل على ضمان التوافق، ولكن لم تحدد بعد مدى اكتمال التوافق العكسي.

### وحدة التحكم

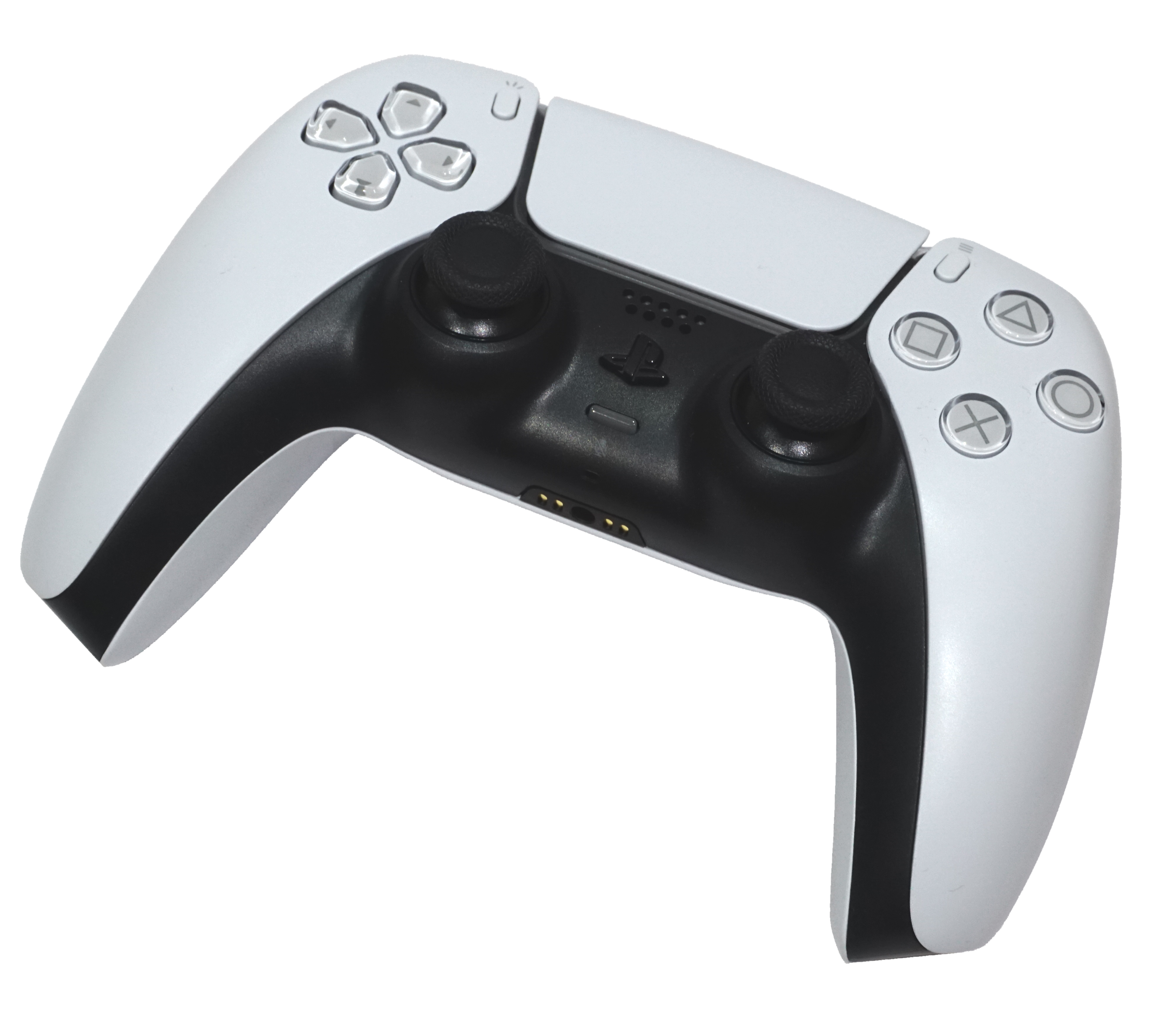
وحدة تحكم دول سينس

تم الكشف عن وحدة التحكم اللاسلكية دول سينس (بالإنجليزية: DualSense) الجديدة لجهاز بلاي ستيشن 5 في 7 أبريل 2020. تعتمد وحدة تحكم دول سينس على وحدات تحكم دول شوك ولكن مع تعديلات بالتفاعل مع مصممي الألعاب واللاعبين. تحتوي وحدة التحكم دول سينس على محفزات تكيفية مع ردود فعل لمسية يمكن أن تغير المقاومة للاعب حسب الضرورة، مما يدعم تجربة مثل سحب السهم من القوس تقريبًا. تحتوي دول سينس على ردود فعل لمسية قوية من خلال مشغلات الملف الصوتي، والتي تهدف مع سماعة تحكم محسنة إلى تقديم مكبر صوت أفضل داخل اللعبة. بينما تحتفظ دول سينس بمعظم الأزرار نفسها الموجودة في دول شوك 4، فإنها تعيد تسمية زر (بالإنجليزية: Share) إلى (بالإنجليزية: Create) بإضافة وسائل إضافية للاعبين لمشاركة المحتوى وإنشائه مع الآخرين. تمت إضافة نظام ميكروفون مدمج جديد حتى يتمكن اللاعبون من التحدث إلى الآخرين باستخدام وحدة التحكم فقط. لدى وحدة التحكم لونين، أبيض في المقام الأول مع واجهة سوداء. تم نقل شريط الضوء إلى جانبي لوحة اللمس. يحتوي على مدخل يو إس بي – فئة سي وبطارية ذات أعلى من السابق وموصل الصوت 3.5 مم.

### دول سينس إيدج
في أغسطس 2022، كشفت سوني عن دول سينس إيدج (DualSense Edge)، وهي وحدة تحكم جديدة لبلاي ستيشن 5. تتميز وحدة التحكم بتصميم معياري أكثر من دول سينس مع وحدات عصا قابلة للاستبدال وملفات تعريف تحكم متعددة وخيار نقل مدخلات الخريطة.

### الملحقات الإضافية
بالإضافة إلى الكشف عن وحدة التحكم، تم الإعلان عن العديد من الملحقات الإضافية بما في ذلك قاعدة شحن لوحدة التحكم، وكاميرا فيديو عالي الوضوح "HD" جديدة وجهاز تحكم عن بعد للوسائط. بالإضافة إلى سماعة الرأس اللاسلكية "Pulse 3D" المصنوعة للاستفادة من تقنية الصوت ثلاثي الأبعاد للجهاز. في يناير 2022، أعلنت شركة سوني عن خوذة الواقع الافتراضي بلاي ستيشن في آر 2 المصممة لجهاز بلاي ستيشن 5.

## التسويق والإصدار
كانت سوني تخطط لإطلاق بلاي ستيشن 5 بحلول نهاية عام 2020، لتكون متاحة للبيع في عطلة نهاية العام. وتم تأكيد التاريخ والسعر كجزء من عرض مؤتمر الألعاب في 16 سبتمبر 2020؛ حيث سيطلق الجهاز في أمريكا الشمالية وأستراليا ونيوزيلندا واليابان وكوريا الجنوبية في 12 نوفمبر 2020، وبقية العالم في 19 نوفمبر 2020. كشفت شركة سوني أنه سيتم الإعلان عن تاريخ الإصدار الصين لاحقًا.
تم إطلاق الجهاز بنسختين: تتضمن بلاي ستيشن 5 الأساسي محرك أقراص Ultra HD Blu–ray، في حين أن الإصدار الرقمي منه لايحتوي على محرك أقراص، ليكون بمثابة إصدار منخفض التكلفة للمستهلكين الذين يفضلون شراء الألعاب من خلال التنزيل الرقمي فقط. ويأتي مع كلا الإصدارين وحدة تحكم دول سينس واحدة.
أفادت بلومبيرغ في فبراير 2020 من أشخاص على دراية بعملية التصنيع لشركة سوني أن التكاليف الحالية للمكونات المختارة للوحدة تقدر بنحو 450 دولارًا أمريكيًا، مدفوعة بالتكاليف الحالية المرتفعة للذاكرة المحمولة، والتي كان هناك طلب مرتفع عليها من قبل الخلية الشركات المصنعة للهاتف لنشر شبكات الجيل خامس (5G). تقدر بلومبيرغ أن سعر بلاي ستيشن 5 سيكون على الأقل 470 دولارًا أمريكيًا، لكن الإيرادات من خدمات الاشتراك عبر الإنترنت «قد تتيح لهم مرونة أكبر في تسعير الأجهزة».
صدر الجهاز بشكلٍ رسمي في 12 نوفمبر 2020 في أمريكا الشمالية وأوقيانوسيا واليابان وكوريا الجنوبية، وفي 19 نوفمبر 2020 لبقية مناطق العالم، من بينها الشرق الأوسط، ولكن باستثناء الصين.
في أغسطس 2022، أعلنت سوني أنها سترفع سعر بلاي ستيشن 5 بنسبة تصل إلى 20% في العديد من الأسواق، مستشهدة بالضغوط الاقتصادية، التضخمية، وسلسلة التوريد العالمية. ومع ذلك، لم تشهد الولايات المتحدة زيادة في الأسعار.

## مبيعات
ذكرت شركة سوني في 28 يوليو 2021 أنه تم بيع مايقارب 10 ملايين وحدة بلاي ستيشن 5، مما يجعلها وحدة التحكم الأسرع مبيعًا حتى الآن. أعلنت شركة سوني أنها شحنت 3.9 مليون جهاز بلاي ستيشن 5 خلال الربع الثالث من السنة المالية 2021، وبذلك يصل إجمالي عدد وحدات الجهاز التي تم شحنها إلى السوق حوالي 17.3 مليون. في ديسمبر 2021 نشر تقرير أن البلاي ستيشن 5 أصبح الأكثر بحثاً عبر الإنترنت لتقديمه كهدية في موسم الأعياد. وصلت مبيعات بلاي ستيشن 5 إلى 20 مليون وحدة بحلول 31 مايو 2022. في 28 ابريل 2023، اعلنت سوني عن وصول مبيعات الجهاز الى 38.4 مليون نسخة عالمياً. و75 مليون نسخة بحلول فبراير 2025.

## وصلات خارجية
- الموقع الرسمي (بالعربية)